# Necrópole de Saqqara
A Coleção da Necrópole de Saqqara é um tesouro arqueológico situado na vasta planície de Saqqara, no Egito, notável por suas oficinas de múmias humanas e de animais sagrados. Essa coleção, datada do século IV a.C., oferece uma janela única para a prática funerária e a devoção religiosa do Antigo Egito.

## História
A história da coleção remonta à época da dinastia XXVI, aproximadamente no século IV a.C. Nesse período, Saqqara era uma área de grande importância para o culto funerário e religioso, e as oficinas de múmias eram centros essenciais para a preparação de corpos humanos e animais destinados à vida após a morte.

## Oficinas de Múmias Humanas
As oficinas de múmias humanas na Necrópole de Saqqara desempenhavam um papel crucial na prática funerária egípcia. Aqui, sacerdotes e embalsamadores realizavam rituais e processos meticulosos de preservação dos corpos, visando garantir a passagem segura para o além. Os métodos de mumificação e os rituais associados são essenciais para a compreensão das crenças religiosas e do valor atribuído à vida após a morte na sociedade egípcia antiga.

## Oficinas de Múmias de Animais Sagrados
Além das múmias humanas, as oficinas de Saqqara também eram especializadas na mumificação de animais sagrados, como gatos, crocodilos e ibis. Esses animais eram associados a divindades específicas e eram oferecidos como uma forma de devoção. A prática da mumificação animal era uma expressão tangível da relação entre os egípcios e suas divindades, evidenciando a complexidade da religião egípcia.

## Abordagem Museológica e Patrimonial
A coleção da Necrópole de Saqqara é gerenciada com uma abordagem museológica e patrimonial rigorosa, visando a preservação desses artefatos únicos. A conservação e documentação são prioridades, permitindo que pesquisadores e o público em geral tenham acesso às descobertas fascinantes dessa época distante.

## Significado Histórico e Cultural
A Coleção da Necrópole de Saqqara é de significado histórico e cultural inestimável. Além de fornecer insights sobre as práticas funerárias e religiosas, ela contribui para a compreensão mais ampla da sociedade egípcia antiga, suas crenças e a complexidade de sua cultura.

## Desafios e Futuro
Embora a coleção seja um tesouro, ela enfrenta desafios, como a preservação contínua e a gestão sustentável do local. Projetos futuros incluem iniciativas educacionais, exposições itinerantes e colaborações internacionais para enriquecer ainda mais a compreensão global dessa parte única da história humana.